# Lajatico
Lajatico ist ein italienisches Dorf mit 1281 Einwohnern (Stand 31. Dezember 2023). Es liegt in der Toskana in der Provinz Pisa in der Nähe von Volterra.

## Geografie
Die Gemeinde liegt ca. 50 km südwestlich der Regionalhauptstadt Florenz und ca. 40 km südöstlich der Provinzhauptstadt Pisa. In der klimatischen Einordnung italienischer Gemeinden liegt Lajatico in der Zone D, 1 831 GR/G. Der Hauptort liegt bei 205 m, das Gemeindegebiet liegt am tiefsten Punkt bei 50 und am höchsten Punkt bei 628 m.
Der Ort liegt an den Flüssen Era (6 von 55 km im Gemeindegebiet), Ragone (9 von 12 km im Gemeindegebiet) und Sterza (6 von 19 km im Gemeindegebiet). Nahe dem Ortsteil Orciatico liegt der Orciatico-Orendit.
Zu den Ortsteilen (Frazioni) gehören La Sterza (74 m), Orciatico (313 m) und San Giovanni (91 m).
Die Nachbargemeinden sind Chianni, Montecatini Val di Cecina, Peccioli, Riparbella, Terricciola und Volterra.

## Geschichte
Lajatico wurde früher auch "Ajatico da Centrum", "Ajatico" und "Lajatici" genannt. 891 wurde dort das erste Dokument unterschrieben. 1776 wurde Lajatico unabhängig. Im 19. Jahrhundert wurde die "Banca Popolare di Lajatico", die einzige Bank von Lajatico, gegründet.

## Bevölkerungsentwicklung

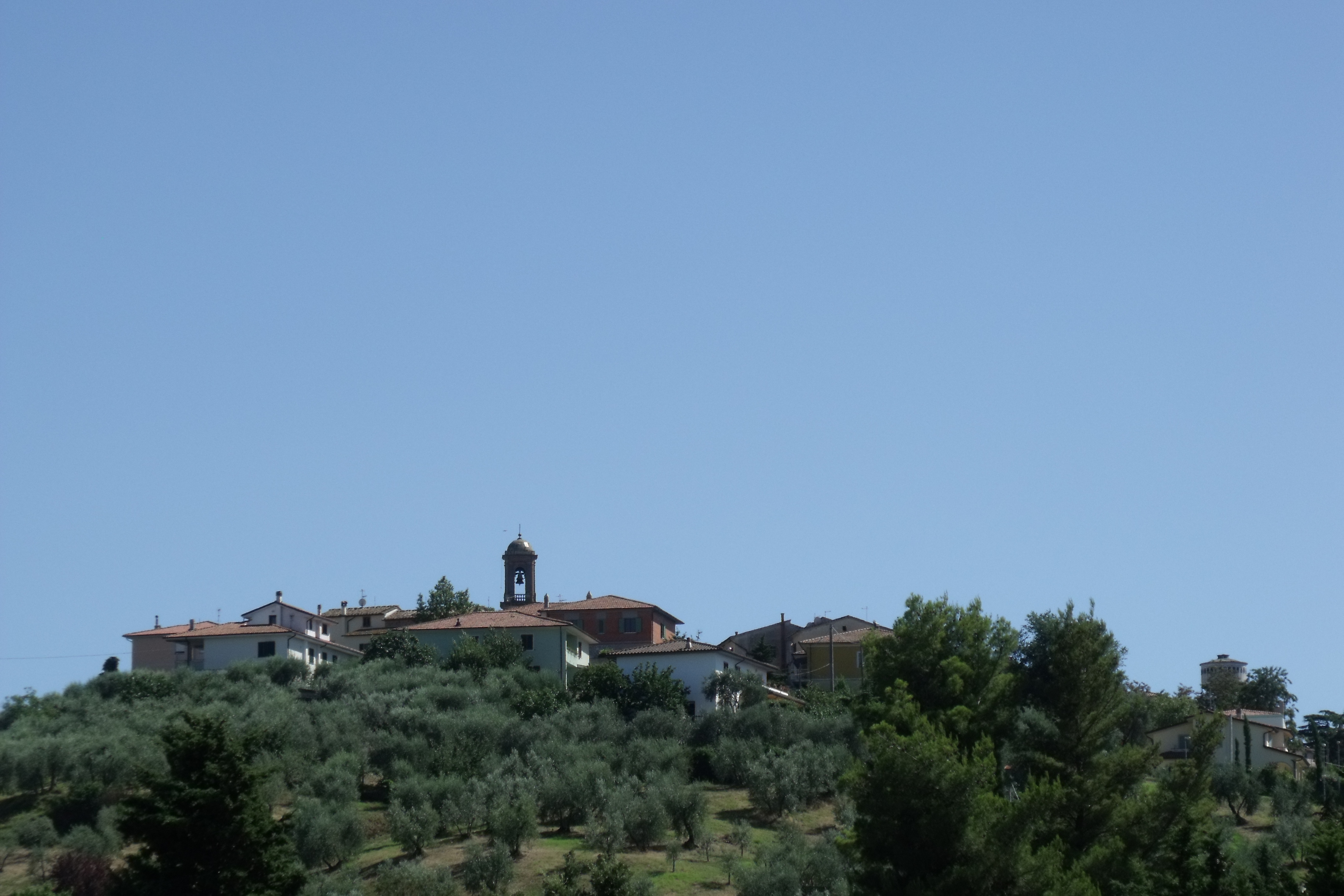
Panorama von Lajatico

## Sehenswürdigkeiten

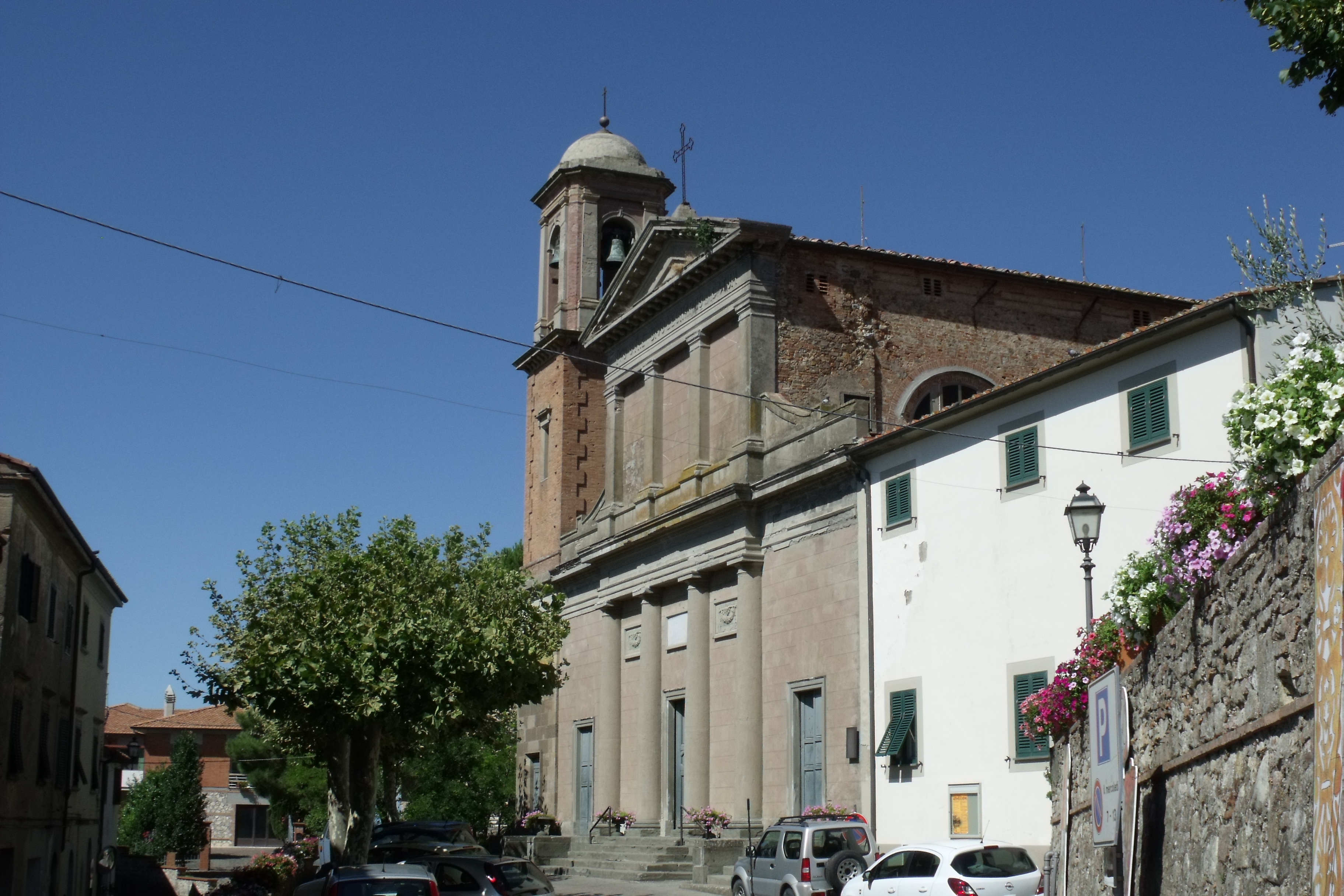
Die Kirche San Leonardo

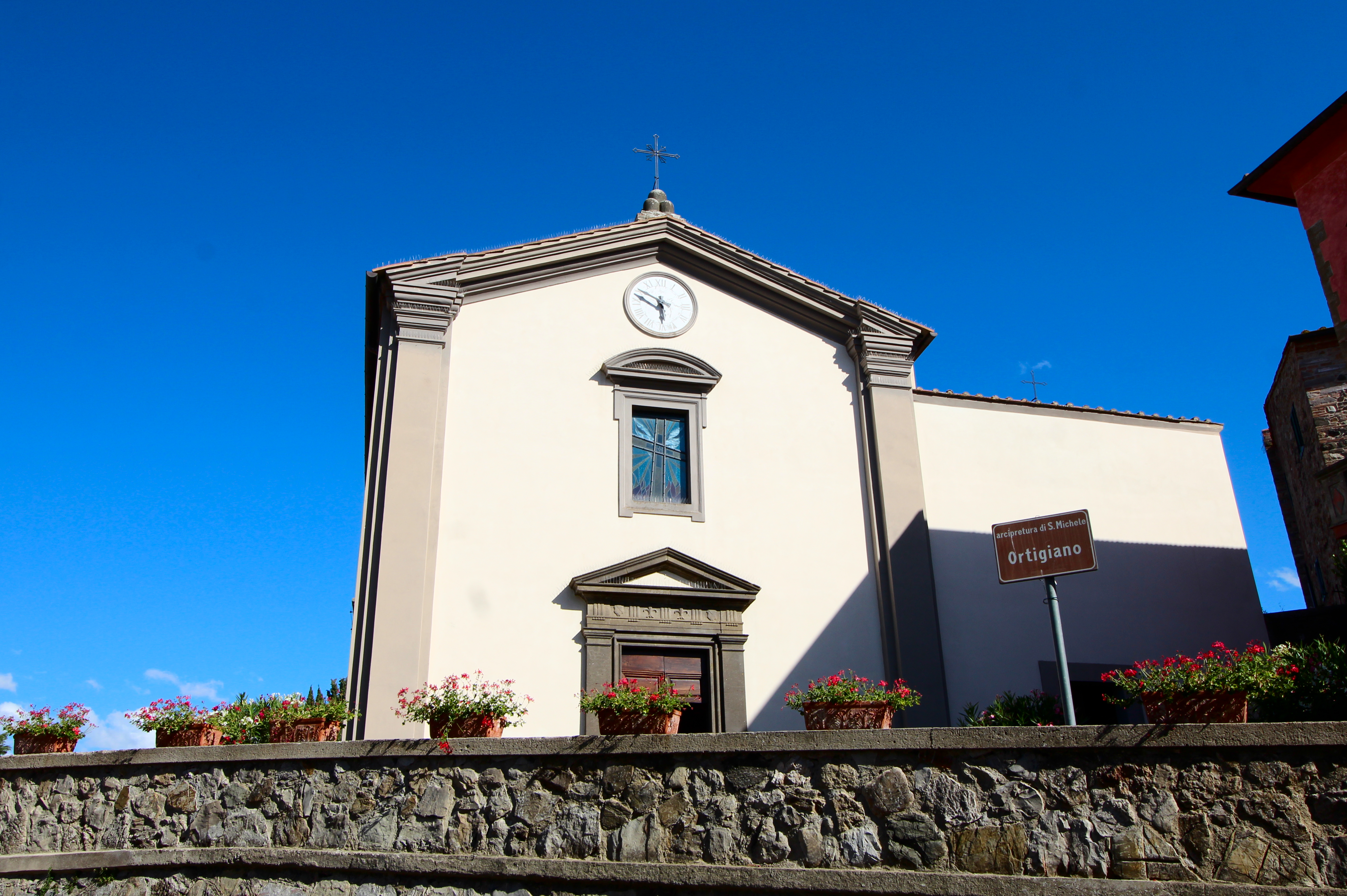
Die Kirche San Michele Arcangelo in Orciatico

- Chiesa di San Leonardo, Kirche im historischen Ortskern von Lajatico. Stammt aus dem 13. Jahrhundert, wurde allerdings von 1853 bis 1856 von dem Livorneser Architekten Angiolo della Valle restauriert und verändert. Die Fassade stammt aus dem Jahr 1925.
- Chiesa di San Michele Arcangelo, 1509 geweihte Kirche im Ortsteil Orciatico.[5]
- Villa Medici von Spedaletto

## Bekannte Personen und Gebäude
Der weltberühmte Tenor Andrea Bocelli wurde am 22. September 1958 in Lajatico geboren. 2006 wurde die Freilichtbühne Teatro del Silenzio von Andrea Bocelli eröffnet, in dem allerdings nur eine Aufführung jährlich stattfindet; das gesamte restliche Jahr herrscht dort Stille.

## Wirtschaft
Lajatico lebt hauptsächlich von der Landwirtschaft, Wein- und Ölproduktion.